# Saint-Martin-de-Valgalgues
Saint-Martin-de-Valgalgues är en kommun i departementet Gard i regionen Occitanien i södra Frankrike. Kommunen ligger i kantonen Alès-Nord-Est som tillhör arrondissementet Alès. År 2022 hade Saint-Martin-de-Valgalgues 4 721 invånare.

## Befolkningsutveckling
Antalet invånare i kommunen Saint-Martin-de-Valgalgues
Referens:INSEE